# Bukovina u Čisté
Pour les articles homonymes, voir Bukovina.
Bukovina u Čisté (en allemand : Bukowina bei Tschiest) est une commune du district de Semily, dans la région de Liberec, en Tchéquie. Sa population s'élevait à 208 habitants en 2021.

## Géographie
Bukovina u Čisté se trouve à 20 km à l'est-sud-est de Semily, à 45 km au sud-est de Liberec et à 97 km au nord-est de Prague.
La commune est limitée par Studenec à l'ouest et au nord, par Čistá u Horek à l'est et au sud, et par Horka u Staré Paky au sud.

## Histoire
La première mention écrite de la localité date de 1386.

## Transports
Par la route, Bukovina u Čisté se trouve à 14 km de Vrchlabí, à 26 km de Semily, à 66 km de Liberec et à 121 km de Prague.